# Belfiore
Belfiore (velenceiül Belfior) település Olaszországban, Veneto régióban, Verona megyében. Lakosainak száma 3293 fő (2023. január 1.). Belfiore Arcole, Caldiero, Colognola ai Colli, Ronco all'Adige, Soave, Veronella, Zevio, Albaredo d'Adige és San Bonifacio községekkel határos.

## Népesség
A település népességének változása:
| Lakosok száma | 3147 | 3153 | 3293 |
|               | 2017 | 2018 | 2023 |